# 赤山 (高雄市)
赤山，今雅化作文山，是臺灣高雄市鳳山區、三民區交界地帶的一個傳統地域名稱，位於鳳山區西北部、三民區東南部。相較於今日行政區，其範圍大致包括鳳山區的文德里、文山里不含東北部大塊凸出部分的西部邊界地帶、文衡里、文英里、文福里、文華里，及忠孝里、鎮西里、曹公里三里的曹公圳北岸地區，三民區的本揚里、本上里不含東北部凸出部分的西北半部、本安里南部、寶玉里東大半部不含東北端、寶泰里東部及南部、寶業里、寶華里、寶國里、寶慶里、寶德里、寶安里不含東北部大塊凸出部分的西部、寶民里、寶獅里、寶盛里不含南部邊界地帶中至西段，以及鳥松區的鳥松里南部邊界地帶中西段與中央一小段、大華里南端，苓雅區的建軍里、文昌里、正道里三里的曹公圳北岸地區。
本地區境內主要聚落為赤山、外甲、獅頭，設有鳳山商工、文德國小、文華國小、文山國小（以上鳳山區學校）、民族國中、陽明國中、光武國小、陽明國小（以上三民區學校）。

## 歷史
台灣日治初期，赤山地區為一街庄，稱為「赤山庄」（舊制街庄），隸屬於赤山里。該庄昔日西北與灣仔內庄為鄰，北與本館庄、山仔腳庄、鳥松腳庄為鄰，東北與崎仔腳庄為鄰，東與牛潮埔庄為鄰，南邊為新庄仔庄、五塊厝庄，西邊一小段與大港庄為界。
1901年（日治明治三十四年）11月11日，全台廢縣廳改設二十廳，該庄隸屬於鳳山廳。1904年（明治三十七年）5月3日，該庄編入「赤山區」，隸屬於鳳山廳。1909年（明治四十二年）10月25日，全台合併二十廳為十二廳，赤山區改隸屬於臺南廳。1920年（大正九年）10月1日，全台地方制度大改正，廢十二廳改設五州二廳，該庄改制為「赤山」大字，隸屬於高雄州鳳山郡鳳山街（新制街庄）。1940年（昭和十五年）10月1日，本地區西部的獅頭地區拆出獨立成為「獅頭」大字，並改隸屬於州轄高雄市。
戰後鳳山街改制為鳳山鎮，隸屬於高雄縣，大字亦改制為里；高雄市則改制為省轄高雄市，大字亦改制為里。1946年（民國35年），高雄市劃分為10個區，獅頭地區隸屬於三民區。1950年（民國39年）10月1日，高、屏分治，鳳山鎮仍隸屬於高雄縣；高雄市仍為省轄市。1972年（民國61年）7月1日，鳳山鎮升格為鳳山市。1979年（民國68年）7月1日，高雄市升格為院轄高雄市。2010年（民國99年）12月25日，高雄縣、市合併為直轄高雄市，鳳山市改制為鳳山區，三民區不變。

## 聚落
本地區發展較早的聚落為赤山、外甲，在日治初期的官方地圖上已有記載。此外，本地區尚有獅頭聚落。

## 交通
台鐵屏東線是高雄至枋寮間的鐵路幹線，以地下鐵路形式經過本地區南部邊界地帶，並設有正義車站、鳳山車站。前者屬簡易站，僅停靠區間車；後者屬二等站，停靠大部分自強號、莒光號及全部區間快車、區間車；由此等可前往台鐵沿線各站。
國道1號又稱「中山高速公路」，是貫穿台灣西部的兩條縱向高速公路之一，經過本地區西部，並在省道台1線交會處設有高雄交流道。由此可快速前往國道1號沿線各地。
省道台1線又稱「縱貫公路」，是臺北至楓港的傳統平面幹道，經過本地區的獅頭聚落北側、外甲聚落南側。由該道路北行（大方向，當地先向西行）可前往左營區、仁武區西北端、楠梓區、橋頭區等地，南行（大方向，當地先向東行）可前往大寮區北部、屏東縣屏東市、麟洛鄉、內埔鄉等地。
市道183號是楠梓至五甲的道路，經過本地區東部邊界地帶北段。由該道路北行可前往鳥松區、仁武區、楠梓區，並止於楠梓市區的省道台22線路口；南行可前往鳳山區鳳山市區，並止於鳳山區與前鎮區邊界地帶的省道台17線路口。該道路在本地區省道台1線以下路段與省道台25線共線。
市道183乙線是鳥松至鳳山的道路，經過本地區中部。由該道路北行可前往鳥松區，並止於崎子腳地區的市道183號路口；南行可前往新庄子地區，並止於省道台1戊線路口。

## 學校
鳳山區
- 鳳山商工
- 文德國小
- 文華國小
- 文山國小

三民區
- 民族國中
- 陽明國中
- 光武國小
- 陽明國小

## 公務機關
鳳山區
- 高雄市政府警察區鳳山分局文山派出所

三民區
- 高雄市政府警察區三民第二分局
- 高雄市政府警察區三民第二分局陽明派出所